# 笠原恒彦
笠原 恒彦（かさはら つねひこ、1911年7月18日 - 1989年4月17日）は、日本の元ラグビー選手、俳優。本名同じ。東京市小石川区（現在の東京都文京区）生まれ、北海道育ち。

## 来歴
ラグビー選手として現役時代の主なポジションはフルバック(FB)及びファイブエイス(FE)。
北海中等学校（現 北海高等学校）を経て、明治大学（以下、明大）に進学。明大ではラグビー部で活動し、1930年度シーズンから1935年度シーズンまで、6年連続で明早戦に出場した他、同部在籍時代は全ての公式戦（全45試合）に出場した経験を持つ。トライゲッターであるとともに、キッカーとしても明大の得点源選手として活躍した。
また、1932年のカナダ代表来日試合を手始めに、ラグビー日本代表（以下、代表）としてキャップ6を獲得。そしてキャップ対象試合における総得点33は、後に山口良治が96点を挙げるまで、長い間、代表における1選手の最多得点記録であった。
明大卒業後、日活に入社して俳優となった。
1940年、同年に創部された日本大学フェニックスの初代監督に就任。

## 出演映画作品
- 1936年
  - 7月8日 - 日蝕は血に染む 日活多摩川
  - 9月10日 - 彼女の場合 日活多摩川 … 岡本浩二 役
  - 12月31日 - 浴槽の花嫁 日活多摩川
- 1937年
  - 4月1日 - 母校の花形 日活多摩川
  - 5月6日 - 女よ男を裁け 日活多摩川 … 坂野謙介 役
  - 6月3日 - 真実一路 父の巻 日活多摩川 … 大越 役
  - 6月10日 - 真実一路 母の巻 日活多摩川 … 大越 役
  - 7月29日 - 国境の風雲 日活多摩川
- 1938年
  - 1月21日 - 大金剛の譜 日活多摩川
  - 5月12日 - 友よ意気高らかに 日活多摩川
  - 6月1日 - 茶房の花々 日活多摩川
  - 7月13日 - アパート交響曲 日活多摩川
- 1939年
  - 6月22日 - 若い花 日活多摩川
- 1940年
  - 2月29日 - 暢気眼鏡 日活多摩川 … 山口 役
  - 5月15日 - 歴史 第一部 動乱戊辰 日活多摩川 … 丹羽長国 役
  - 8月8日 - 転落の詩集 日活多摩川
  - 10月17日 - 雑草夫人 日活多摩川
  - 12月12日 - 生活の歓び 日活多摩川
- 1941年
  - 3月26日 - 幸福の鏡 日活多摩川
  - 8月7日 - 電撃二重奏 日活多摩川
  - 9月4日 - 世紀は笑ふ 日活多摩川 … 林田宣伝部長 役
- 1942年
  - 3月7日 - 将軍と参謀と兵 日活多摩川 … 同参謀 役
  - 4月16日 - 第五列の恐怖 日活多摩川 … 渡辺伍長 役